# Carphina occulta
Carphina occulta là một loài bọ cánh cứng trong họ Cerambycidae.